# Metriopelia aymara
Metriopelia aymara là một loài chim trong họ Columbidae.